# Vsacan
Vsacan je soubor valašských písní a tanců ze Vsetína. Vznikl v roce 1948 spojením Valašského krúžku Vsetín a Cimbálové muziky Vsacan, založené o pět let dříve. Soubor patří k nejstarším amatérským tanečním souborům v České republice. Po celou dobu své činnosti propaguje kulturu valašského lidu nejen po celé České republice, ale i na folklórních festivalech v zahraničí. Spolupracuje s rozhlasem, televizí a filmem.
V roce 1956 byl jako první amatérský soubor v Československu vyslán na Mezinárodní folklórní festival do Anglie. Za dobu existence souboru přibyla i řada dalších zemí, jako je Francie, Polsko, Španělsko, Itálie, Německo, Turecko, Rumunsko, Švédsko, Švýcarsko, Rakousko, Maďarsko, Litva, Řecko, Belgie, Holandsko, Bulharsko a Egypt.
Soubor rozvíjí svou činnost ve městě Vsetíně a na jeviště přenáší lidové tance, zpěv a lidové zvyky etnografické oblasti Valašska. Lidové umění interpretované muzikanty a tanečníky souboru Vsacan má původ v lidovém umění obyvatel horské oblasti západní části karpatského oblouku. Soubor předává toto umění jak v původní podobě, tak různých formách jevištní stylizace.
Repertoár souboru Vsacan tvoří jak tance točivé, tak i tance figurální, tance řemeslnické, tanec starodávný, sólový mužský tanec „odzemek“ i valašský čardáš.
Nedílnou součástí souboru je vedle taneční skupiny cimbálová muzika. V současné době[kdy?] muzika hraje pod vedením primáše Luďka Dobrovolného. Mezi členy souboru se svým více než 50letým členstvím patří i zpěvačka Zdenka Straškrabová. Její vynikající interpretace valašských písní byla oceněna na mnoha festivalech a soutěžích.
Vsacan bylo dřívější označení pro obyvatele oblasti Vsetínska. Oficiální označení oblasti od Vsetína po Velké Karlovice (údolím řeky Bečvy) bylo Horní Vsacko – od toho tedy Vsacan.